# Bastardiastrum gracile
Bastardiastrum gracile är en malvaväxtart som först beskrevs av Bénédict Pierre Georges Hochreutiner, och fick sitt nu gällande namn av D.M. Bates. Bastardiastrum gracile ingår i släktet Bastardiastrum och familjen malvaväxter. Inga underarter finns listade i Catalogue of Life.